# Friedrich Wilhelm von Seydlitz
Friedrich Wilhelm Freiherr von Seydlitz (Kalkar, 3 de fevereiro de 1721 — Oława, 8 de novembro de 1773) foi um militar e um dos melhores generais da cavalaria prussiana.

## Vida
Ele comandou um dos primeiros esquadrões de Hussardos do exército de Frederico, o Grande, e é creditado pelo desenvolvimento da cavalaria prussiana ao seu maior nível eficiente de desempenho na Guerra dos Sete Anos. Seu pai, um cavaleiro, se aposentou e morreu quando Seydlitz ainda era jovem. Posteriormente, ele foi orientado por Margrave Frederick William de Brandenburg-Schwedt. A excelente equitação de Seydlitze e sua imprudência combinadas tornaram-no um subalterno de destaque, e ele emergiu como um temível Rittmeister (capitão de cavalaria) na Guerra de Sucessão Austríaca (1740-1748) durante a Primeira e a Segunda Guerras da Silésia.
Seydlitz se tornou lendário em todo o Exército da Prússia, tanto por sua liderança quanto por sua coragem imprudente. Durante a Guerra dos Sete Anos, tornou-se um general de cavalaria, conhecido por seu "golpe de vista", sua capacidade de avaliar de relance toda a situação do campo de batalha e de compreender intuitivamente o que precisava ser feito: ele se destacou na conversão as diretrizes do rei em táticas flexíveis. Na Batalha de Rossbach, sua cavalaria foi fundamental para derrotar os exércitos francês e imperial. Sua cavalaria posteriormente desempenhou um papel importante no esmagamento dos Habsburgos e do flanco esquerdo imperial na Batalha de Leuthen. Seydlitz foi ferido em batalha várias vezes. Após a Batalha de Kunersdorfem agosto de 1759, ele se semi-aposentou para se recuperar de seus ferimentos, encarregado da proteção da cidade de Berlim. Ele não estava saudável o suficiente para fazer campanha novamente até 1761.
Frederico o recompensou com a Ordem da Águia Negra no campo após a Batalha de Rossbach; ele já havia recebido o Pour le Mérite por sua ação na Batalha de Kolin. Embora separados de Frederico por vários anos, os dois se reconciliaram durante a doença final de Seydlitz. Seydlitz morreu em 1773, e os herdeiros de Frederico incluíram seu nome na estátua equestre de Frederico o Grande em Berlim, em um lugar de honra.

## Honrarias
- Pour le Mérite
- Ordem da Águia Negra